# Fortuné Henry
Fortuné Henry (Nîmes, 21 luglio 1821 – Parigi, 28 maggio 1882) è stato un giornalista e scrittore francese.
Seguace di Charles Fourier, socialista e poi anarchico, fu una personalità della Comune di Parigi.

## Biografia
Figlio di artigiani trasferiti da Nîmes a Parigi nel 1846, Fortuné conobbe il fourierista Jean Journet che divenne il suo padre spirituale. Collaborò all'Almanach phalanstérien, al quotidiano La Démocratie pacifique diretto da Victor Considerant, all'Almanach des opprimés, diretto dal socialista Hippolyte Magen e alla Revue de l'éducation nouvelle diretta dal fourierista Jules Delbruck. Vi scrisse poesie ispirate alla filosofia di Fourier, denunciando la miseria sociale, la schiavitù, le guerre, la superstizione.
Fortuné partecipa alla Rivoluzione del 1848 combattendo sulle barricate. Dopo il colpo di Stato di Luigi Bonaparte, fu arrestato. Dal 1859 fu a Carcassonne, dove nel 1861 fondò la rivista satirica illustrata Panurge, facendosi notare negli ambienti repubblicani e socialisti, ma anche dalla polizia. Condannato nel febbraio 1862 per «oltraggio alla religione», lasciò Carcassonne per Parigi.
Nella capitale riprese le pubblicazioni di Panurge e nel gennaio del 1863 venne nuovamente condannato a un mese di carcere. Si procurò allora da vivere lavorando come operaio pellettiere e calzolaio e nel 1867 sposò Rose Caubet, dalla quale ebbe tre figli. Con Louise Michel e Marguerite Tinayre fondò la Société des équitables de Paris, una cooperativa di consumo e di istruzione, e aderì alla I Internazionale. La sua attività politica gli procurò un nuovo arresto.
Dopo la proclamazione della Repubblica nel settembre del 1870, divenne delegato al Comitato centrale dei venti arrondissement municipali e si lega d'amicizia con Edmond-Alfred Goupy. Fu tra i firmatari, il 6 gennaio 1871, dell'Affiche Rouge, il manifesto con il quale si reclamava, contro il governo, la costituzione della Comune di Parigi. Il 3 marzo fu eletto al Comitato centrale della Guardia nazionale e il 26 marzo al Consiglio della Comune, divenendo commissario alla sussistenza. Con Vermorel e Rigault fece parte della commissione d'inchiesta sull'operato del governo di Difesa nazionale.
Chiese l'apertura di trattative con il governo di Versailles partecipando anche, a questo scopo, alla manifestazione dei massoni del 29 aprile, ma capì presto che Thiers voleva unicamente la distruzione della Comune. Votò per la creazione del Comitato di Salute pubblica, partecipò alla demolizione della Colonna Vendôme e chiese l'applicazione del decreto sugli ostaggi.
Combatté sulle barricate durante la Settimana di sangue e sfuggì alla repressione versagliese rifugiandosi con la moglie e il figlio Jean Charles in Spagna, mentre la corte marziale lo condannava a morte in contumacia. A Barcellona nacquero i figli Émile e Jules, e Fortuné si legò agli ambienti anarchici.
Tornò in Francia con l'amnistia del 1880 e fu aiutato economicamente dall'amico Goupy. Morì il 28 maggio 1882 e fu sepolto nel cimitero di Brévannes, dove la moglie si trasferì allevando i tre figli, dei quali Jean Charles ed Émile Henry diverranno due noti militanti anarchici.